# Bèlmont (Dordonya)
Bèlmont de Perigòrd (en francès Beaumont-du-Périgord) és un municipi francès situat al departament de la Dordonya i a la regió de la Nova Aquitània.

## Demografia
| 1962                                       | 1968  | 1975  | 1982  | 1990  | 1999  | 2007  |
| ------------------------------------------ | ----- | ----- | ----- | ----- | ----- | ----- |
| 1.019                                      | 1.110 | 1.226 | 1.261 | 1.155 | 1.154 | 1.142 |
| Des de 1962: població sense dobles comptes |       |       |       |       |       |       |

## Administració
| Període   | Identitat              | Partit |
| --------- | ---------------------- | ------ |
| 2001-2008 | Dominique David-Astier |        |
| 2008-     | Dominique Mortemousque | UMP    |

## Agermanaments
- Rhinau